# Inocellia rossica
Inocellia rossica är en halssländeart som beskrevs av Navás 1916. Inocellia rossica ingår i släktet Inocellia och familjen reliktsländor. Inga underarter finns listade i Catalogue of Life.